# Red Bull Ring
Red Bull Ring  je dirkališče v bližini mesta Spielberg in Zeltweg na Štajerskem v Avstriji.
Dirkališče je bilo ustanovljeno pod imenom Österreichring leta 1969 ter je med sezonama 1970 in 1987 redno gostilo dirko svetovnega prvenstva Formule 1 za Veliko nagrado Avstrije. V letih 1995 in 1996 je bilo prenovljeno, pri čemer so progo skrajšali. Novo dirkališče je bilo imenovano A1-Ring ter je med sezonama 1997 in 2003 znova redno gostilo dirko za Veliko nagrado Avstrije. Leta 2004 je dirkališče kupil ustanovitelj podjetja Red Bull Dietrich Mateschitz, ki je financiral novo prenovo med letoma 2008 in 2011, nakar je bilo dirkališče preimenovano v Red Bull Ring. Od sezone 2014 tretjič v zgodovini redno gosti dirko za Veliko nagrado Avstrije. V sezonah 2020 in 2021 sta na dirkališču potekali kar dve dirki Formule 1, saj je takrat gostilo še dirko za Veliko nagrado Štajerske.

## Zmagovalci
| Sezona | Datum         | Zmagovalec            | Moštvo              | Poročilo |
| ------ | ------------- | --------------------- | ------------------- | -------- |
| 2025   | 29. junij     | Lando Norris          | McLaren-Mercedes    | Poročilo |
| 2024   | 30. junij     | George Russell        | Mercedes            | Poročilo |
| 2023   | 2. julij      | Max Verstappen        | Red Bull-Honda RBPT | Poročilo |
| 2022   | 10. julij     | Charles Leclerc       | Ferrari             | Poročilo |
| 2021   | 4. julij      | Max Verstappen        | Red Bull-Honda      | Poročilo |
| 2021   | 28. junij     | Max Verstappen        | Red Bull-Honda      | Poročilo |
| 2020   | 12. julij     | Lewis Hamilton        | Mercedes            | Poročilo |
| 2020   | 5. julij      | Valtteri Bottas       | Mercedes            | Poročilo |
| 2019   | 30. junij     | Max Verstappen        | Red Bull-Honda      | Poročilo |
| 2018   | 1. julij      | Max Verstappen        | Red Bull-TAG Heuer  | Poročilo |
| 2017   | 9. julij      | Valtteri Bottas       | Mercedes            | Poročilo |
| 2016   | 3. julij      | Lewis Hamilton        | Mercedes            | Poročilo |
| 2015   | 21. junij     | Nico Rosberg          | Mercedes            | Poročilo |
| 2014   | 22. junij     | Nico Rosberg          | Mercedes            | Poročilo |
| 2003   | 18. maj       | Michael Schumacher    | Ferrari             | Poročilo |
| 2002   | 12. maj       | Michael Schumacher    | Ferrari             | Poročilo |
| 2001   | 13. maj       | David Coulthard       | McLaren-Mercedes    | Poročilo |
| 2000   | 16. julij     | Mika Häkkinen         | McLaren-Mercedes    | Poročilo |
| 1999   | 25. julij     | Eddie Irvine          | Ferrari             | Poročilo |
| 1998   | 26. julij     | Mika Häkkinen         | McLaren-Mercedes    | Poročilo |
| 1997   | 11. september | Jacques Villeneuve    | Williams-Renault    | Poročilo |
| 1987   | 16. avgust    | Nigel Mansell         | Williams-Honda      | Poročilo |
| 1986   | 17. avgust    | Alain Prost           | McLaren-TAG         | Poročilo |
| 1985   | 18. avgust    | Alain Prost           | McLaren-TAG         | Poročilo |
| 1984   | 19. avgust    | Niki Lauda            | McLaren-TAG         | Poročilo |
| 1983   | 14. avgust    | Alain Prost           | Renault             | Poročilo |
| 1982   | 15. avgust    | Elio de Angelis       | Lotus-Ford          | Poročilo |
| 1981   | 16. avgust    | Jacques Laffite       | Ligier-Matra        | Poročilo |
| 1980   | 17. avgust    | Jean-Pierre Jabouille | Renault             | Poročilo |
| 1979   | 12. avgust    | Alan Jones            | Williams-Ford       | Poročilo |
| 1978   | 13. avgust    | Ronnie Peterson       | Lotus-Ford          | Poročilo |
| 1977   | 14. avgust    | Alan Jones            | Shadow-Ford         | Poročilo |
| 1976   | 15. avgust    | John Watson           | Penske-Ford         | Poročilo |
| 1975   | 17. avgust    | Vittorio Brambilla    | March-Ford          | Poročilo |
| 1974   | 18. avgust    | Carlos Reutemann      | Brabham-Ford        | Poročilo |
| 1973   | 19. avgust    | Ronnie Peterson       | Lotus-Ford          | Poročilo |
| 1972   | 13. avgust    | Emerson Fittipaldi    | Lotus-Ford          | Poročilo |
| 1971   | 15. avgust    | Jo Siffert            | BRM                 | Poročilo |
| 1970   | 16. avgust    | Jacky Ickx            | Ferrari             | Poročilo |